# Herb klanu
Herb klanu (ang. Coat of Arms), herb klanu szkockiego – wizualny identyfikator przynależności klanowej, świadczący, wraz z tartanem i zawołaniem wojennym o przynależności do konkretnego szkockiego klanu.
W heraldyce szkockiej, jak i całego Zjednoczonego Królestwa, herb przysługuje tylko konkretnej osobie i może być dziedziczony w niezmienionej postaci przez głównego spadkobiercę. Dla pozostałych członków rodziny lub klanu mających prawo do herbu urząd heroldii Szkocji (Lord Lyon King of Arms) wprowadza zmiany w herbie podstawowym, najczęściej w postaci systemu bordiur wokół tarczy. W przeciwieństwie więc do heraldyki polskiej nie można mówić o herbie danego rodu lub klanu.
Z pewnym uproszczeniem można nazwać herbem klanu herb w wersji podstawowej, tzn. bez uszczerbień – czyli taki jaki przysługuje tylko wodzowi klanu. Pamiętać należy przy tym, że herby innych członków klanu, o ile mają takowe zarejestrowane w heroldii, choć od herbu podstawowego wywodzą się, to obowiązkowo muszą się od niego różnić. Niekiedy herb w wersji podstawowej jest herbem tylko historycznym, nie występującym już współcześnie w swej czystej wersji. Niekiedy bowiem nawet w herbach wodzów, wskutek dziedziczenia dóbr i tytułów jest połączony z innymi herbami tworząc herb złożony. Herb wodza klanu, w wersji podstawowej, bez łączenia z innymi herbami i bez uszczerbień nazywany jest często w brytyjskiej literaturze Old lub of Old (ang. – stary, dawny).

## Przykłady herbów wodzów klanów

Stewart
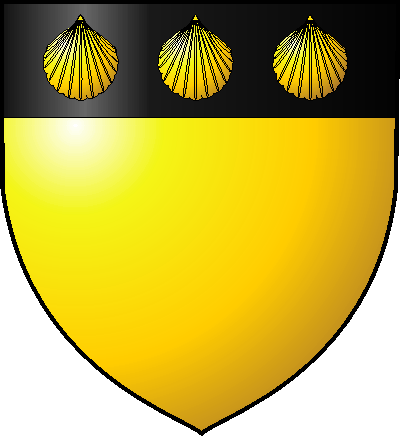
Graham
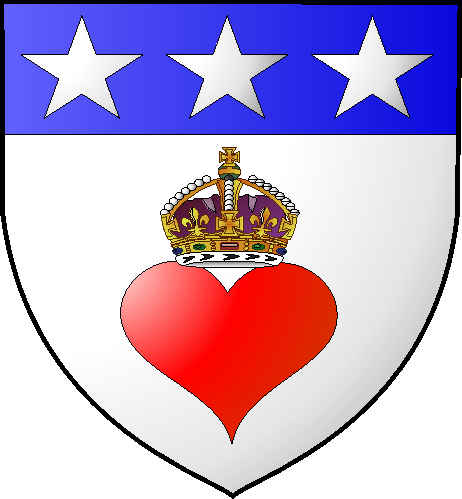
Douglas
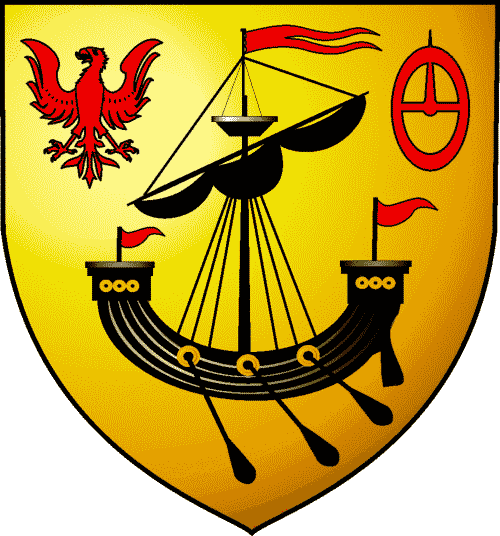
MacIain of Ardnamurchan

Wszyscy członkowie klanu natomiast, niezależnie od stopnia pokrewieństwa z wodzem, nazwiska i prawa posiadania herbu mogą używać godeł klanowych (ang. clan badges, clan cres).
Wywodzą się z heraldyki i zwykle są związane z herbem rodowym naczelnika klanu, zazwyczaj przedstawiają sam klejnot herbowy (stąd jedna z angielskich nazw crest – klejnot) otoczony pasem wzorowanym na Orderze Podwiązki, z wypisanym zawołaniem lub dewizą klanu. Naczelnik, jego rodzina i wodzowie gałęzi klanu używają godła wpisanego w okrąg (ozdobiony również zawołaniem), a nie otoczonego pasem.
Noszone przy berecie czasem bywa ozdabiane orlimi lub kogucimi piórami, których rodzaj i liczba określają pozycję w klanowej hierarchii. Naczelnikowi przysługują trzy pióra. Czasem prawdziwe pióra zastępowane są srebrnymi, a w przypadku jeżeli nosiciel godła posiada tytuł arystokratyczny, godło jest także ozdabiane koroną rangową.
Mobilia klanowe zwykle noszone są przy nakryciu głowy szkockiego stroju narodowego, jako spinka przerzucanego przez ramię tartanu bywa także noszone w klapie, stosowane jako ozdobnik papeterii, wizytówek czy ekslibrisów.
Godła te, mimo że nie są herbami, nie mogą być dowolnie tworzone, każdy klan musi je zarejestrować w heroldii. Używanie natomiast takiego godła, nie wymaga w przeciwieństwie do herbu, osobnego nadania, i każdy członek klanu ma do niego prawo.
Niektóre szkockie klany posiadają także prastare symbole z okresu przedheraldycznego, Plantbadges – godła roślinne, np. gałązki określonych roślin. Bywają one m.in. noszone przy nakryciach głowy lub jako dekoracja stroju narodowego.

## Godła klanów szkockich

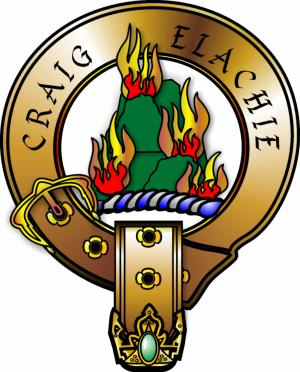
herb klanu Grantów
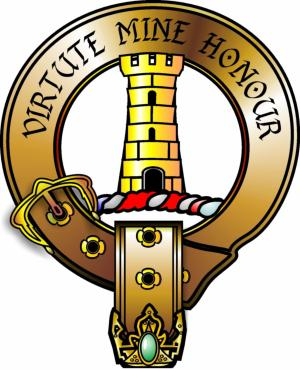
herb klanu Macleanów
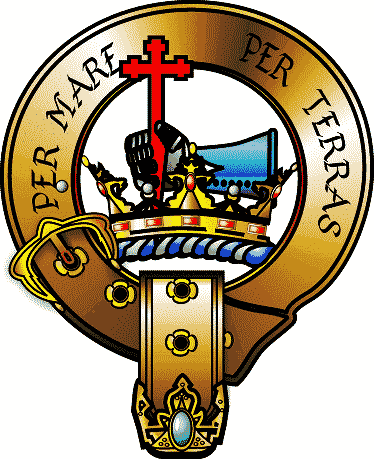
herb klanu Macdonaldów
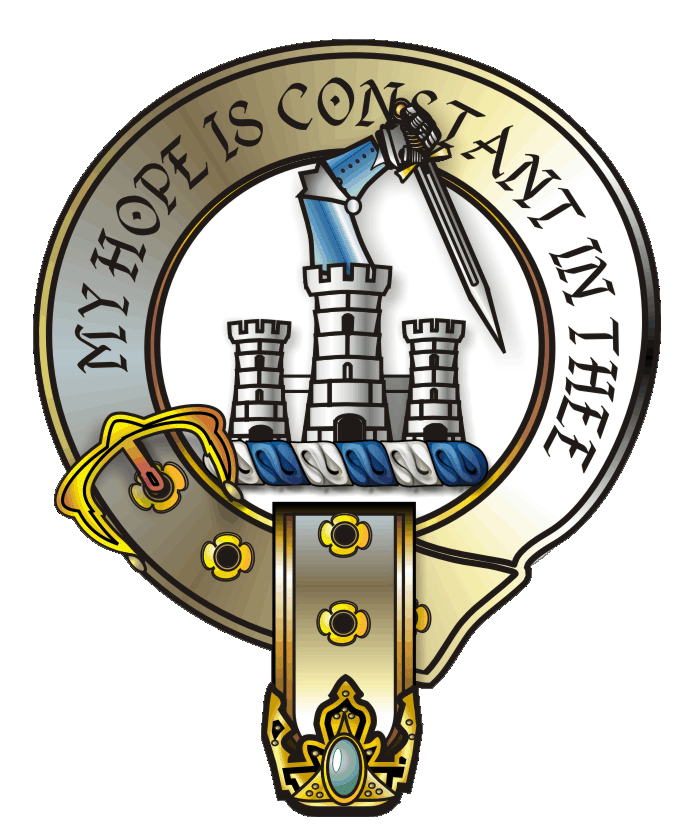
herb Macdonaldów of Clanranald

### Literatura
- Henry Bedingfeld, Peter Gwynn-Jones: Heraldry, Wingston, 1993
- R.W.Munro: L’Ecosse des clans et de tartans, Paris 1978